# 6G

Estàndards de xarxa cel·lular i cronologia de generació

En telecomunicacions, 6G és la designació d'un futur estàndard tècnic d'una tecnologia de sisena generació per a comunicacions sense fil.
És el successor previst del 5G (ITU-R IMT-2020), i actualment es troba en les primeres etapes del procés d'estandardització, seguit per la UIT-R com a IMT-2030 amb el marc i els objectius generals definits a la recomanació ITU-R M.2160-0. De manera similar a les generacions anteriors de l'arquitectura cel·lular, s'espera que organismes d'estandardització com ara 3GPP i ETSI, així com grups industrials com ara la Next Generation Mobile Networks (NGMN) Alliance, tinguin un paper clau en el seu desenvolupament.
Nombroses empreses (Airtel, Anritsu, Apple, Ericsson, Fly, Huawei, Jio, Keysight, LG, Nokia, NTT Docomo, Samsung, Vi, Xiaomi), instituts de recerca (Institut d'Innovació Tecnològica, Centre Interuniversitari de Microelectrònica) i països (Estats Units, Regne Unit, estats membres de la Unió Europea, Rússia, Xina, Índia, Japó, Corea del Sud, Singapur, Aràbia Saudita, Emirats Àrabs Units, Qatar i Israel) han mostrat interès en les xarxes 6G i s'espera que contribueixin a aquest esforç.
Les xarxes 6G probablement seran més ràpides que les generacions anteriors, gràcies a les millores en les tècniques de modulació i codificació de la interfície de ràdio, així com a les tecnologies de capa física. Les propostes inclouen un model de connectivitat ubicua que podria incloure accés no cel·lular com ara satèl·lit i WiFi, serveis de localització precisa i un marc de treball per a la computació distribuïda perimetral que doni suport a més xarxes de sensors, càrregues de treball d'AR/VR i IA. Altres objectius inclouen la simplificació de la xarxa i una major interoperabilitat, una menor latència i l'eficiència energètica. Hauria de permetre als operadors de xarxa adoptar models de negoci descentralitzats flexibles per al 6G, amb llicències locals d'espectre, compartició d'espectre, compartició d'infraestructures i gestió automatitzada intel·ligent. Alguns han proposat que els sistemes d'aprenentatge automàtic/IA es poden aprofitar per donar suport a aquestes funcions.
L'aliança NGMN ha advertit que "el 6G no ha de desencadenar inherentment una actualització del maquinari de la infraestructura RAN 5G", i que ha de "abordar les necessitats demostrables dels clients". Això reflecteix el sentiment de la indústria sobre el cost del desplegament del 5G i la preocupació que certes aplicacions i fluxos d'ingressos no hagin complert les expectatives. Es preveu que el 6G comenci a desplegar-se a principis de la dècada del 2030, però ateses aquestes preocupacions, encara no és clar quines funcions i millores s'implementaran primer.
Un dels reptes per suportar les altes velocitats de transmissió necessàries serà la limitació del consum d'energia i la protecció tèrmica associada als circuits electrònics.
A partir d'ara, la WRC està considerant les bandes mitjanes per al 6G/IMT-2030.

## Cobertura
El juny de 2021, segons el document informatiu de Samsung, utilitzant l'espectre 6G sub-THz, la seva velocitat de dades en interiors va aconseguir 6 Gbit/s a 15 metres de distància. L'any següent, el 2022, 12G a 30 metres de distància i 2.3G a 120 metres de distància el 2022.
El setembre de 2023, LG va provar amb èxit la transmissió i recepció 6G a 500 metres de distància a l'aire lliure.

## Progrés de terahertz i ones mil·limètriques
Ones mil·limètriques (de 30 a 300 GHz) i radiació de terahertz (300 a 3.000 GHz) podria, segons algunes especulacions, ser utilitzat en 6G. Tanmateix, la propagació d'ones d'aquestes freqüències és molt més sensible als obstacles que les freqüències de microones (aproximadament de 2 a 30 GHz) utilitzat en 5G i Wi-Fi, que són més sensibles que les ones de ràdio utilitzades en 1G, 2G, 3G i 4G. Per tant, hi ha la preocupació que aquestes freqüències puguin no ser comercialment viables, sobretot tenint en compte que els desplegaments de 5G mmWave són molt limitats a causa dels costos de desplegament.
A l'octubre de 2020, l'Alliance for Telecommunications Industry Solutions (ATIS) va llançar una "Next G Alliance", una aliança formada per AT&T, Ericsson, Telus, Verizon, T-Mobile, Microsoft, Samsung i altres que "farà avançar el lideratge en tecnologia mòbil nord-americana en 6G i més enllà durant la propera dècada".
El gener de 2022, Purple Mountain Laboratories de la Xina va afirmar que el seu equip de recerca havia aconseguit un rècord mundial de 206,25 gigabits per segon (Gbit/s) de velocitat de dades per primera vegada en un entorn de laboratori dins de la banda de freqüència de terahertz, que se suposa que és la base de la tecnologia cel·lular 6G.
El febrer de 2022, investigadors xinesos van declarar que havien aconseguit una velocitat rècord de transmissió de dades utilitzant ones mil·limètriques de vòrtex, una forma d'ona de ràdio d'extrema freqüència amb espíns que canvien ràpidament. Els investigadors van transmetre 1 terabyte de dades a una distància d'1 km (3.300 peus) en un segon. El potencial de rotació de les ones de ràdio va ser descrit per primera vegada pel físic britànic John Henry Poynting el 1909, però utilitzar-lo va resultar difícil. Zhang i els seus col·legues van dir que el seu avenç es va basar en el treball dur de molts equips de recerca a tot el món durant les últimes dècades. Investigadors a Europa van dur a terme els primers experiments de comunicació utilitzant ones de vòrtex a la dècada de 1990. Un repte important és que la mida de les ones giratòries augmenta amb la distància i l'afebliment del senyal dificulta la transmissió de dades a alta velocitat. L'equip xinès va construir un transmissor únic per generar un feix de vòrtex més enfocat, fent que les ones girin en tres modes diferents per transportar més informació, i va desenvolupar un dispositiu receptor d'alt rendiment que podia captar i descodificar una gran quantitat de dades en una fracció de segon.
El 2023, la Universitat de Nagoya al Japó va informar de la fabricació amb èxit de guies d'ones tridimensionals amb niobi metàl·lic,  un material superconductor que minimitza l'atenuació deguda a l'absorció i la radiació, per a la transmissió d'ones a la banda de freqüència 100GHz, considerada útil en xarxes 6G.

## Satèl·lits de prova
El 6 de novembre de 2020, la Xina va llançar un coet Llarga Marxa 6 amb una càrrega útil de tretze satèl·lits en òrbita. Segons sembla, un dels satèl·lits va servir com a banc de proves experimental per a la tecnologia 6G, que va ser descrita com "el primer satèl·lit 6G del món".

## Geopolítica
Durant el desplegament del 5G, la Xina va prohibir Ericsson a favor dels proveïdors xinesos, principalment Huawei i ZTE. Huawei i ZTE van ser prohibits en molts països occidentals per presumptes espionatges. Això crea un risc de fragmentació de la xarxa 6G. Es preveuen moltes lluites de poder durant el desenvolupament d'estàndards comuns. El febrer de 2024, els EUA, Austràlia, Canadà, la República Txeca, Finlàndia, França, Japó, Corea del Sud, Suècia i el Regne Unit van publicar una declaració conjunta en què afirmaven que donaven suport a un conjunt de principis compartits per al 6G per a una "connectivitat oberta, gratuïta, global, interoperable, fiable, resilient i segura".
El 6G es considera una tecnologia clau per a la competitivitat econòmica, la seguretat nacional i el funcionament de la societat. És una prioritat nacional en molts països i està nomenada com a prioritat en el catorzè pla quinquennal de la Xina.
Molts països estan a favor de l'enfocament Open RAN, on es poden integrar diferents proveïdors i el maquinari i el programari són independents del proveïdor.
El març de 2025, Telstra, el proveïdor de telecomunicacions més gran d'Austràlia, va anunciar que es preveu que el 6G es desplegui a la dècada de 2030, amb un pressupost de 800 milions de dòlars australians per actualitzar la infraestructura existent en quatre anys.